# Il tempo materiale
Il tempo materiale è il romanzo d'esordio di Giorgio Vasta, pubblicato nel 2008 da minimum fax.
Accolto come uno dei migliori esordi dell'anno e candidato al premio Strega, il libro ha avuto un considerevole successo critico ed è stato pubblicato in otto paesi. A distanza di dodici anni, si è classificato al secondo posto assoluto nel canone dei migliori libri italiani del ventennio stilato dai 600 "grandi lettori" delle Classifiche di Qualità

## Premi
- 2010 – Premio Città di Viagrande[2]
- 2011 – Prix Ulysse du Premier Roman[3]

## Edizioni
- Giorgio Vasta, Il tempo materiale, mini - i tascabili minimum fax, minimum fax, 2008,  p. 275, ISBN 978-88-7521-410-4.
- Giorgio Vasta, Il tempo materiale, Nichel - seconda edizione, minimum fax, 2017,  p. 318, ISBN 978-88-7521-410-4.

## Adattamento a Graphic Novel
Nel 2012, la casa editrice Tunuè ne ha tratto l'omonima graphic novel, realizzata da Luigi Ricca.